# Jesús Gordillo
Jesús García del Pino Gordillo, meglio noto come Jesús Gordillo (Toledo, 8 febbraio 2001), è un giocatore di calcio a 5 spagnolo.

## Carriera

### Club
Nato in una famiglia molto numerosa, Gordillo inizia a praticare il calcio a 5 nel Club Deportivo Moprisala all'età di 5 anni finché, terminati gli studi liceali, si trasferisce nel settore giovanile del Palma. Nell'estate del 2020 Gordillo viene ceduto in prestito al Calviá, militante nella terza serie del campionato spagnolo. La stagione successiva aiuta la squadra satellite a conquistare la promozione in Segunda División e debutta inoltre in Primera División con la prima squadra del Palma. Nell'estate del 2022 viene aggregato stabilmente alla prima squadra dei maiorchini.

### Nazionale
Il 14 settembre 2019, con la Spagna under 19, vince la prima edizione del campionato europeo di categoria. Il 7 ottobre 2022 debutta nella nazionale maggiore ma, dopo appena 9 minuti, è vittima di una infortunio che lo tiene fuori per il resto della stagione sportiva. Inizialmente escluso dai convocati per la Coppa del Mondo 2024, Gordillo viene richiamato a ridosso dell'esordio delle furie rosse per sostituire l'infortunato César Velasco.

## Palmarès

### Club
- UEFA Champions League: 3
Palma: 2022-23, 2023-24, 2024-25

### Nazionale
- Campionato europeo under-19: 1
Lettonia 2019